# エルブラス・テデエフ

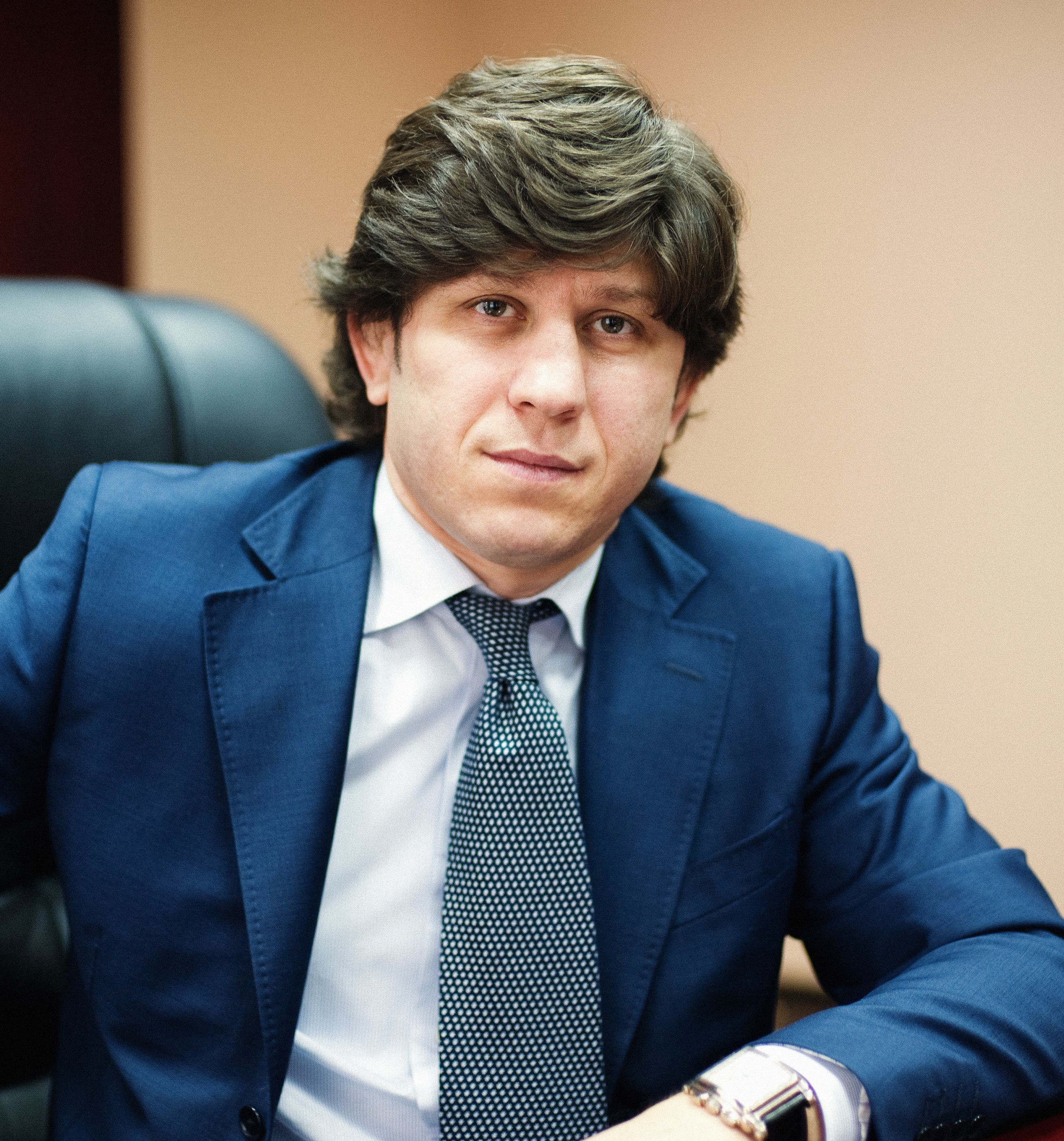

エルブラス・テデエフ (Elbrus Tedeyev、1974年12月5日-)は、ウクライナのレスリング選手。1996年アトランタオリンピックレスリングフリースタイル62kg級で銅メダルを獲得。2004年アテネオリンピックでは66kg級で金メダルを獲得。

## 実績
- オリンピック
  - 1996年アトランタオリンピック　銅メダル
  - 2004年アテネオリンピック　金メダル
- 世界選手権
  - 優勝　1995、1999、2002年
  - 3位　2001年
- ヨーロッパ選手権
  - 優勝　1999年
  - 2位　1997、2003、2004年
  - 3位　1998年